# Korpus Rowlanda Hilla

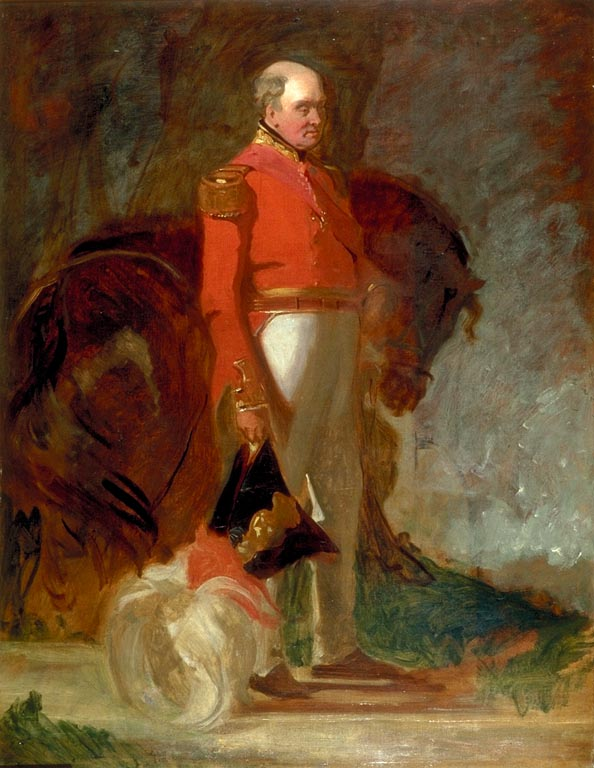
Rowland Hill, dowódca korpusu

Korpus Rowlanda Hilla – jeden z Korpusów w strukturze organizacyjnej wojska brytyjskiego. Brał udział w wojnach napoleońskich, m.in. w bitwie na moście Almaraz.
Jej dowódcą był gen. Rowland Hill.

## Skład podczas bitwy na moście Almaraz
- Piechota: gen. Tilson-Chrowne
  - Brygada gen. majora Howarda: 
    - 50 Pułk Piechoty
    - 71 Pułk Lekkiej Piechoty
    - 92 Pułk Piechoty
    - kompania strzelecka 60 Pułku Piechoty

  - Brygada płk Wilsona: 
    - 28 Pułk Piechoty
    - 34 Pułk Piechoty
    - kompania strzelecka 60 Pułku Piechoty

  - Brygada płk Ashwortha: 
    - 6 Pułk Piechoty portugalskiej
    - 18 Pułk Piechoty portugalskiej
    - 6 Pułk Cacadores
- Kawaleria: gen. major Long
  - 13 Pułk Lekkich Dragonów
- Artyleria: płk Dickson
  - 3 działa 9-funtowe
  - 6 haubic 24-funtowych

Razem: 6 000 żołnierzy.